# رنتسو پالمر
رنتسو پالمر (ایتالیایی: Renzo Palmer؛ ‏ ۲۰ دسامبر ۱۹۲۹ – ۴ ژوئن ۱۹۸۸) بازیگر اهل ایتالیا بود.
از فیلم‌هایی که وی در آن نقش داشته‌است، می‌توان به لیگابوئه، تن‌کامه، یک کارآگاه، ارواح مردگان، ملاقات، فاشیست، خانه پوشالی، گذرگاه کاساندرا، مردان مزدور، قتل عام در روم، خانواده، هیولا، زندگی وردی و کلافه از گرما اشاره کرد.